# Монастир (област)
Вижте пояснителната страница за други значения на Монастир.
Монастир (на арабски: ولاية المنستير‎) е една от 24-те области (вилаети) на Тунис. Разположена е в североизточната част на страната и има излаз на Средиземно море. Площта на област Монастир е 1019 км², а населението е около 456 000 души (2004). Столица на областта е град Монастир.